# Le Boucanier des îles
Pour plus de détails, voir Fiche technique et Distribution.
Le Boucanier des îles (titre original : Il giustiziere dei mari) est un film italo-français de Domenico Paolella sorti en 1962.

## Synopsis
En 1790, l'officier de Marine Robinson veut se venger de son commandant après que celui-ci l'ait trahi pour assouvir sa soif d'argent et de pouvoir...

## Fiche technique
- Titre original : Il giustiziere dei mari
- Titre anglophone : Avenger of the Seven Seas
- Réalisation : Domenico Paolella
- Scénario : Ugo Guerra, Luciano Martino, Ernesto Gastaldi et Domenico Paolella (non crédités)
- Directeur de la photographie : Carlo Bellero
- Montage : Otello Colangeli
- Musique : Egisto Macchi
- Costumes : Walter Patriarca
- Décors : Aldo Tomassini-Barbarossa
- Producteur : Gianni Hecht Lucari
- Pays :  Italie |  France
- Genre : Film d'aventure
- Durée : 90 minutes (1 h 30)
- Datesde sortie :
  -  Italie : 22 mars 1962
  -  France : 20 février 1963

## Distribution
- Michèle Mercier (VF : Elle-même) : Jennifer van Artz
- Richard Harrison (VF : Jean Claudio) : lieutenant David Robinson
- Roldano Lupi (VF : Georges Atlas) : capitaine Redway
- Marisa Belli (VF : Mireille Darc) : Nike
- Paul Muller (VF : Raymond Loyer) : Hornblut
- Carlo Hintermann (VF : Serge Nadaud) : Errol Robinson
- Italo Sain (VF : Jacques Thébault) : Cary Robinson
- Romano Giomini : chef tribal
- Lilia Nguyen : pêcheuse
- Walter Barnes (VF : Jacques Eyser) : Bernard van Artz